# Ezeroto, Gabrovo
Ezeroto (în bulgară Езерото) este un sat în comuna Gabrovo, regiunea Gabrovo,  Bulgaria. 

## Demografie
Componența etnică a satului Ezeroto
     Nicio identificare (100%)
     Altele (0%)
La recensământul din 2011, populația satului Ezeroto era de 2 locuitori. . Pentru 100,0% din locuitori nu este cunoscută apartenența etnică.